# ER = EPR
Em Física, ER = EPR é uma conjectura que afirma que duas partículas emaranhadas (o chamado par Einstein-Podolsky-Rosen ou EPR) estão conectadas por um buraco de minhoca (ou ponte Einstein-Rosen), alguns físicos acreditam que essa seja a base para unificar a teoria da relatividade geral e a mecânica quântica em uma teoria de tudo.

## Visão geral
A conjectura foi proposta por Leonard Susskind e Juan Maldacena em 2013. Eles propuseram que um buraco de minhoca (ponte Einstein-Rosen ou ponte ER) é equivalente a um par de buracos negros maximamente emaranhados. EPR refere-se ao emaranhamento quântico (paradoxo EPR).
O símbolo é derivado das primeiras letras dos sobrenomes dos autores que escreveram o primeiro artigo sobre buracos de minhoca (Albert Einstein e Nathan Rosen) e o primeiro artigo sobre emaranhamento quântico (Einstein, Boris Podolsky e Rosen). Os dois artigos foram publicados em 1935, mas os autores não alegaram qualquer ligação entre os conceitos.

### Resolução conjecturada
Esta é uma resolução conjecturada para o paradoxo do firewall AMPS. Se existe ou não um firewall depende do que é lançado no outro buraco negro distante. No entanto, como o firewall está dentro do horizonte de eventos, nenhuma comunicação superlumínica externa seria possível.
Esta conjectura é uma extrapolação da observação de Mark Van Raamsdonk de que um buraco negro AdS-Schwarzschild maximamente estendido, que é um buraco de minhoca não atravessável, é dual a um par de teorias de campo conformes térmicas maximamente entrelaçadas através da correspondência AdS/CFT .
Eles fundamentaram sua conjectura mostrando que a produção de par de buracos negros carregados em um campo magnético leva a buracos negros entrelaçados, mas também, após uma rotação de Wick, a um buraco de minhoca.

Susskind e Maldacena imaginaram reunir todas as partículas de Hawking e comprimi-las até que elas colapsassem em um buraco negro. Esse buraco negro estaria emaranhado e, portanto, conectado por meio de um buraco de minhoca com o buraco negro original. Esse truque transformou uma confusa coleção de partículas de Hawking - paradoxalmente emaranhadas tanto com um buraco negro quanto entre si - em dois buracos negros conectados por um buraco de minhoca. A sobrecarga de emaranhamento é evitada, e o problema do firewall desaparece.— Andrew Grant
Essa conjectura não se adapta bem à linearidade da mecânica quântica. Um estado emaranhado é uma superposição linear de estados separáveis. Presumivelmente, os estados separáveis não estão conectados por um buraco de minhoca, mas ainda assim uma superposição de tais estados está.
Os autores levaram esta conjectura ainda mais longe, alegando que qualquer par entrelaçado de partículas - mesmo partículas que normalmente não são consideradas buracos negros, e pares de partículas com diferentes massas ou spin, ou com cargas que não são opostas - estão conectadas por buracos de minhoca na escala de Planck.
A conjectura leva a uma conjectura mais ampla de que a geometria do espaço, do tempo e da gravidade é determinada pelo emaranhamento.